# 태풍 선까 (2017년)
태풍 선까 (SONCA)는 2017년 제8호 태풍이다. 선까는 베트남에서 제출한 이름으로 새의 한 종류를 의미한다.

## 개요
제8호 태풍 선까는 7월 23일 오후 3시에 중심기압 1000hPa, 최대풍속 18m/s, 강풍 반경 60km, 크기 '소형'의 열대폭풍으로 중국 잔장 남남동쪽 약 410km 부근 해상에서 발생하였다.(일본 기상청 태풍정보 속보치 기준) 발생 이후 서~서남서진하면서 미미하게 발달해서, 7월 25일 오전 3시에 베트남 다낭 동북동쪽 약 190km 부근 해상에서 중심기압 994hPa, 최대풍속 18m/s, 강풍 반경 110km의 세력 '약', 크기 '소형'(일본 기상청 태풍정보 속보치 기준)의 열대폭풍으로 최성기를 맞이하였다. 최성기 세력을 유지하며 계속 서~서남서진해서 7월 25일 오후 6시에 중심기압 994hPa, 최대풍속 18m/s(일본 기상청 태풍정보 속보치 기준)의 세력으로 베트남 꽝찌성 조린 현 부근 육상에 상륙한 뒤 일본 기상청 기준으로는 7월 25일 오후 9시에 베트남 다낭 서북서쪽 약 210km 부근 육상에서 중심기압 998hPa의 열대저압부로 소멸하였다. 한국 기상청 기준으로는 7월 26일 오전 3시에 베트남 다낭 서쪽 약 400km 부근 육상에서 중심기압 1002hPa의 열대저압부로 소멸하였다.

## 같이 보기
- 2017년 태풍